# Пацифизам
Пацифизам је покрет за обезбеђење мира међу народима, тежња да се рат искључи и онемогући као средство за решавање међународних спорова; јавља се већ у доба просветитељства, а у вези са учењем о природном праву. Основна мисао: створити изнад држава једну инстанцу која би учинила непотребним рат као политичко средство. Прве организације су настале у Енглеској 1806. и у САД 1810; први међународни пацифистички конгрес одржан је 1840, а 1892. основан је Међународни мировни биро са седиштем у Женеви; 1895. установљена је Нобелова награда за мир. Ужаси Другог светског рата дали су нови подстрек пацифизму.
Иако су пацифизам и антимилитаризам сродни појмови, ипак, нису сви антимилитаристи пацифисти. Историјски, антимилитаризам је повезан са веровањем да се већина ратова води у интересу владајуће класе, као што су феудалци или капиталисти. Крајем 19. и почетком 20. века, пре него што су социјалистичке партије управљале било којом државом, многи социјалисти су били антимилитаристи, јер су одбијали да се боре у националним или освајачким ратовима. Ипак, социјалиста антимилитариста је могао, уколико није био пацифиста, да се бори за револуцију, и да употреби оружје против својих “класних непријатеља”.
Реч је сковао француски мировни активиста Емил Арно (1864–1921), а усвојили су га други мировни активисти на десетом Универзалном мировном конгресу у Глазгову 1901. Сродни израз је ахимса (да не наносите штету), што је суштинска филозофија индијских религија, попут хиндуизма, будизма и џаинизма. Док су модерне конотације новијег датума, са експлицитном применом од 19. века, древне референце су изобилне.
У модерном добу, Лав Толстој је оживио интерес за пацифизам у својим каснијим делима, посебно у раду Краљевство Божје унутар вас. Махатма Ганди (1869–1948) је проповедао праксу упорног ненасилног противљења које је називао „сатјаграха”, и које је имало пресудну улогу у Индијском покрету за независност. Његова ефикасност послужила је као инспирација Мартину Лутеру Кингу млађем, Џејмсу Лосону, Мери и Чарлсу Бирду, Џејмсу Бевелу, Тич Нат Хану и многим другима у покрету за грађанска права.

## Историја пацифизма
Западњачки пацифизам потиче од веровања верских заједница. Једна од првих мировних верских заједница били су рани хришћани, следбеници Исуса, који је, у Беседи на гори, проповедао нову поруку: "Чули сте да је речено: Око за око и зуб за зуб. Али ја вам кажем, да се не опирете злу; а ономе ко вас ошамари по десном образу, окрените му и други такође… Волите своје непријатеље, благословите оне који вас куну, чините добро онима који вас мрзе, и молите се за оне који вас упркос свему користе и прогањају вас." Ове речи износе доктрину „неопирања злу“, а током наредних неколико векова, многи хришћани су одбијали војну службу.
До промене раног хришћанства дошло је са Константиновим преобраћањем који је, 313. године, прогласио хришћанство за званичну религију Римског царства. За цркву која је постала тесно повезана са државом, Свети Августин је објавио нову доктрину: свештенство мора бити потпуно посвећено Богу и да живи у складу са тим, а лаици су морали да испуњавају све своје обавезе као поданици. Он је такође развио доктрину „праведног рата“ коју је касније, током 13. века, разрадио Тома Аквински.
У касном Средњем веку, неколико верских заједница, јеретичких секти са становишта званичног хришћанства, међу којима валеденсианци, богумили, катари и чешка браћа закона Исусовог, оспориле су ново правоверје, и заложили се за пацифистичке идеје. Али сматра се да прави почетак модерног пацифизма датира из времена шеснаестовековне Реформације, која је означила победу тек рођене модерне државе над католичком црквом. За разлику од Лутера, разни радикални реформисти у Швајцарској, Немачкој и Холандији, који су постали познати као анабаптисти, позвали су на апсолутан повратака учењима Исуса. Они се нису бавили политиком, одбијали су да носе оружје или служе као полицајци, уздржавали се од било каквих правних тужби и давања заклетви и одбијали да признају постојеће законе о својини. Једна група, хутерити, настављала је да оснива своје изоловане заједнице (колоније), од којих 150 још увек постоје у САД и Канади. Изложени оштрим критикама због јереси, многе групе су се ујединиле под вођством Мена Симонса (1496—1561) и његовим менонитима, под којим називом су и данас познати.
Пуританци, који су се окупили око Џорџа Фокса у Енглеској средином 17. века, оформили су Друштво пријатеља или квејкере. 1661. су издали Декларацију која постаје основа њиховог „Мировног завета“, који јасно говори: ”Све крваве Принципе и Праксе ми потпуно одбацујемо, са свим оним ратовима и борбама и биткама са било којим оружјем, за било какав циљ или из било каквог разлога…” У Америци, где су многи отишли у потрази за религијском слободом, Квејкери су добили прву могућност да своје принципе примене у политици: “Свети експеримент” у ненасилној вади Пенсилваније, која је трајала од 1662. до 1756.
Верски пацифизам је претрпео измене током година. Тако је већина америчких квејкера служила војску за време Другог светског рата. Али хришћански пацифисти су сада заступљени и у другим црквама. У 20. веку било је значајног раста пацифистичких осећања међу методистима у Британији, баптистима у САД, и у последње време, међу католицима. Друштво помирења (The Fellowship of Reconciliation), основано 1914, жели да уједини све који базирају свој пацифизам на хришћанским основама.

## Савремени пацифизам
Од 16. века наовамо, могуће је пратити и развој пацифизма који се није темељио искључиво на верској основи. Еразмо Ротердамски (1466—1536), иако теолог који је прихватио доктрину „праведног рата“, је отворено осуђивао ратове више на хуманитарној него на религијској основи. У 17. и 18. веку овакав начин мишљења је довео до серије предлога за успоставу трајног мира између држава кроз неки вид међународних организација, тј. мировних планова Круса (1623), Пена (1693), Сан-Пјера (1713), Бентама (1789) и Канта (1795). Мотивација последње двојице је била чисто секуларна и рационалистичка, која је изражавала мишљење многих филозофа из доба просветитељства да је рат ирационалан и у супротности са идеалом братства свих људи.
У 19. веку, одмах након Наполеонових ратова, организован је мировни покрет са обе стране Атлантика, углавном кроз индивидуалне напоре квејкера. Његов главни правац је најављен у циљевима Америчког мировног друштва: „да повећа и промовише праксу, која већ постоји, окретања националних разлика ка пријатељским разговорима и преговорима, и… смиривања свих националних спорова позивањем на разум… То би требало бити урађено од стране Конгреса нација… Тада ће ратови утихнути.“
У 20. веку, пацифизам мировног покрета је допринео креирању мишљења које је довело до стварања Лиге народа и Уједињених нација, Келог-Брајандовог пакта 1928. по којем су ратови забрањени, и напора да се промовише разоружање.

## Познати пацифисти
- Појединци:

Алберт Ајнштајн, Махатма Ганди, Мартин Лутер Кинг, Алфред Нобел, Пабло Пикасо, Лав Толстој, Бертран Расел, Карл фон Осијецки, Мајка Тереза, Рихард Вагнер, Џон Ленон, Имануел Кант, Боб Марли, Ноам Чомски и Роза Луксембург.
- Организације добитници Нобелове награде за мир:

Међународни комитет црвеног крста, Амнести интернашонал, Међународна организација рада, Европска унија, Гринпис, Мировне снаге Уједињених нација.